# راني شاندرا
راني شاندرا هي ممثلة هندية، ولدت في 26 أكتوبر 1949 بكوتشي في الهند، وتوفيت في 12 أكتوبر 1976 بمومباي في الهند.

## وصلات خارجية
- راني شاندرا على موقع IMDb (الإنجليزية)